# Pedicularis graeca
Pedicularis graeca är en snyltrotsväxtart som beskrevs av Aleksandr Andrejevitj Bunge. Pedicularis graeca ingår i släktet spiror, och familjen snyltrotsväxter. Inga underarter finns listade i Catalogue of Life.